# Ширра, Карл
Карл Ширра (нем. Karl Schirra; 16 октября 1928 — 12 сентября 2010) — немецкий футболист, нападающий. Выступал за сборную Саара.

## Биография

### Клубная карьера
Игровую карьеру начал в клубе «Боруссия» (Нойнкирхен) в начале 1950-х. В 1953 году стал игроком клуба «Саарбрюккен». В его составе был участником первого розыгрыша Кубка европейских чемпионов в сезоне 1955/56, где в первой встрече первого раунда Ширра отметился забитым голом в ворота «Милана» (4:3). Однако по сумме двух встреч «Саарбрюккен» уступил с общим счётом 5:7. Покинул команду после окончания сезона 1958/59.
После окончания игровой карьеры, работал тренером. С 1962 по 1964 год возглавлял команду «Цвайбрюккен».

### Карьера в сборной
Дебютировал за сборную Саара 22 ноября 1950 года в товарищеском матче со второй сборной Швейцарии (5:3). Этот матч также был первым в истории сборной Саара. Затем некоторое время не вызывался в сборную и вернулся в команду в 1953 году, сыграв в матче отборочного турнира чемпионата мира 1954 против сборной Норвегии (3:2). Также сыграл в отборочной игре против сборной ФРГ (1:3) в 1954. В том же 1954 году принял участие ещё в трёх товарищеских встречах, после чего в сборную не вызывался. 1 мая 1955 года играл в единственном матче второй сборной Саара — против сборной Нидерландов (4:2).